# Île Ronhua
L’île Ronhua ou Petit Ténia est une îlot de Nouvelle-Calédonie appartenant administrativement à Boulouparis.